# Landeck (Austria)
Landeck – miasto powiatowe w Austrii, w kraju związkowym Tyrol, siedziba powiatu Landeck. Leży nad rzeką Inn.
W mieście rozwinął się przemysł maszynowy oraz metalowy.